# Les Cyclopes
Pour les articles homonymes, voir Cyclope (homonymie).
Les Cyclopes est un ensemble de musique baroque basé à Caen. Depuis 1997, la formation a pris résidence au Musée des beaux-arts de Caen où elle se produit pour une série annuelle de concerts en lien avec la programmation du musée.

## Historique
Fondée en 1987, la formation était établie à l'origine à Cologne. Ils se sont finalement fixés en Basse-Normandie en 1990. Les premiers musiciens étaient Bibiane Lapointe au clavecin et Thierry Maeder à l'orgue, avec quelques musiciens supplémentaires si nécessaire. Le groupe se produisait comme formation de chambre, duo de clavecins ou orchestre. Elle rassemble ensuite un ensemble de musiciens français, canadiens, argentins et américains.
Les Cyclopes se sont produits en France, en Belgique, en Allemagne, en Italie et aux 
États-Unis d'Amérique. Ils ont été invités à plusieurs festivals : 
- Festival oude muziek d’Utrecht
- Festival de Radio-France à Montpellier
- Festival de Musique Ancienne de Lanvellec
- Dieppe
- Ambronay
- Brescia
- Montreux

## Discographie
La formation a enregistré sept CD de musique baroque de compositeurs européens peu connus ou peu enregistrés. Ces enregistrements ont reçu plusieurs récompenses (Diapason d’or, 10 de Répertoire, 5 diapasons, **** du Monde de la Musique). En 1999, Les Cyclopes ont également arrangé et enregistré pour le film Saint-Cyr de Patricia Mazuy des extraits de la musique de Jean-Baptiste Moreau pour Esther de Racine.
- 1994 : Johann Pachelbel, Musicalische Ergötzung pour 2 violons scordatura et basse-continue
- 1996 : Johann Adam Reinken, Hortus Musicus pour 2 violons, viole de gambe et basse-continue
- 1996 : Nicolas Lebègue, Œuvres pour orgue
- 1996 : Nicolas Lebègue, Œuvres pour clavecin
- 2003 : Jacques Aubert, Concertos pour 4 violons et basse-continue
- 2004 : Christlieb Siegmund Binder, Concerto per due cembali
- 2006 : Gaspard Le Roux, Pièces de clavessin